# Guy Pardiès
Pour les articles homonymes, voir Pardies (homonymie).
Pas d'image ? Cliquez ici

a Compétitions nationales et continentales officielles uniquement.

b Matchs officiels uniquement.
Guy Pardiès, né le 30 août 1948, est un joueur de rugby à XV français ayant évolué au poste de demi de mêlée et ancien entraineur

## Biographie
Guy Pardiès a grandi à Agen. Il commence le rugby au SUA, club avec lequel il est Champion de France avec les juniors A en 1967 et 1969. Il est sélectionné en équipe nationale lors d'une tournée en Afrique du Sud en juin 1971 mais n'entre pas en jeu lors des deux tests.
En 1973, il s'installe avec son frère Georges à Villeneuve-sur-Lot et rejoint, quelques années plus tard, l'équipe italienne de Petrarca dans laquelle il assure le rôle d'entraîneur-joueur à l'âge de 28 ans. Il remporte le titre lors de la saison 1976-1977 lors du match de barrage à Udine contre Rovigo après prolongation sur le 10 à 9.
À la fin de sa carrière de joueur, il reste à Padoue, puis s'engage à la fin des années 1980 avec l'Amatori Milan pour prendre en charge les équipes de jeunes et dont l'entraîneur de l'époque se nomme Mark Ella.
Parmi ses autres expériences en Italie, il atteint avec Rome les demi-finales du championnat 1997-1998 contre le Benetton Trévise alors dirigé par Christian Lanta.
Après avoir rejoint le Rugby Rovigo de juin 1998 jusqu'en 2000, il revient brièvement à Rome, alors en grande difficulté financière, mais ne peut éviter la chute du club. Durant cette période, il s'occupe également de l'équipe d'Italie des moins de 15.
En 2004, il pose ses valises à Sondrio en Lombardie, puis à Naples dans le club de Partenope de 2007 à 2011 et, depuis cette date, à Mirano dans la province de Venise.

## Palmarès

### En tant que joueur
- Vainqueur du Championnat de France juniors A en 1967 et 1969
- Vainqueur du Championnat d'Italie 1976-1977

### En tant qu'entraîneur
- Vainqueur du Championnat d'Italie 1976-1977